# Colonia Agustín Olvera II
Agustín Olvera Seccíon II es una localidad de México perteneciente al municipio de Acatlán en el estado de Hidalgo.

## Geografía
Se encuentra entre la región del Valle de Tulancingo, le corresponden las coordenadas geográficas 20° 07’ 29.065” de latitud norte y 98° 26’ 33.044” de longitud oeste, con una altitud de 2174 m s. n. m.  Con un clima semiseco templado.
En cuanto a fisiografía se encuentra dentro de la provincia del Eje Neovolcánico dentro de la subprovincia de Llanuras y Sierras de Querétaro e Hidalgo; su terreno es de lomerio. En lo que respecta a la hidrología se encuentra posicionado en la región del Pánuco, en la cuenca del río Moctezuma, en la subcuenca del río Metztitlán.

## Demografía
En 2020 registro una población de 743 personas, lo que corresponde al 3.34 % de la población municipal. De los cuales 345 son hombres y 398 son mujeres. Tiene 199 viviendas particulares habitadas.